# Stephaniellidium
Stephaniellidium là một chi rêu trong họ Gymnomitriaceae.